# シモーネ・ヴェルディ
シモーネ・ヴェルディ（Simone Verdi, 1992年7月12日 - ）は、イタリア・ブローニ出身のサッカー選手。元イタリア代表。コモ1907所属。ポジションはフォワード。

## クラブ経歴

### ミラン
11歳のときにACミランの下部組織に入り、2010年1月13日、17歳のときにコッパ・イタリアのノヴァーラ・カルチョ戦でデビューを飾る。しかしその後はリザーブのみの出場に限り、トップチームでは全く出場機会が訪れなかった。

### トリノ
2011012シーズンはセリエBのトリノFCにミランとの250万ユーロの共同保有で籍を移した。セリエBでは12試合に出場し、そのシーズンにトリノがセリエAに昇格すると、2012年11月30日のアタランタBC戦でセリエAデビューを飾った。
年明けの2013年1月23日にセリエBのSSユーヴェ・スタビアにシーズン終了までの期限付き移籍を命じられる。
2013-2014シーズンは同じくセリエBのエンポリFCに期限付き移籍をした。2015年夏まで在籍し、66試合に出場し6ゴールを挙げた。

### ミラン復帰
2015年6月、ACミランがトリノから保有権の半分を買い戻し、再びミランと契約を結んだ。しかし直後にラ・リーガのSDエイバルに期限付き移籍した。
2016年1月29日にカルピFCにレンタル移籍した。

### ボローニャ
ミランでの2回の生活は失敗に終わり、2016年6月11日にボローニャFCと4年契約を結んだ。1シーズン目に26試合に出場し6得点を挙げて調子を上げると、2017年6月13日には新たにボローニャと4年契約を締結した。同年11月4日のFCクロトーネ戦では38分に左足で、前半アディショナルタイムに右足でそれぞれ直接フリーキックを決め、話題を集めるなど、2017-18シーズン、リーグ戦34試合10得点10アシストをマークした。
同年12月21日には「ラ・レプッブリカ」紙が、SSCナポリがヴェルディ獲得に向けて動いていると報じた。一方でヴェルディの代理人は移籍の可能性は無いと話した。

### SSCナポリ
2018年6月12日、SSCナポリに移籍することが発表された。
2018-19シーズン、セリエA第5節トリノ戦で移籍後初ゴールを決め、3-1での勝利に貢献した。

### サレルニターナ
2022年1月28日、USサレルニターナ1919に加入した。

### ヴェローナ
2022年9月1日、エラス・ヴェローナFCに加入した。

### コモ
2023年8月25日、コモ1907に移籍した。

## 代表歴
2017年3月28日にイタリアA代表に初招集され、オランダ代表との親善試合で初出場を果たした。2017年10月に2018 FIFAワールドカップ・ヨーロッパ予選のマケドニア戦、アルバニア戦に招集された。